# Sommer-Paralympics 2008/Teilnehmer (Bulgarien)
| stlisierte Goldmedaille | stlisierte Silbermedaille | stlisierte Bronzemedaille |
| ----------------------- | ------------------------- | ------------------------- |
| —                       | 1                         | 1                         |

Bulgarien nahm mit neun Sportlern bei den Sommer-Paralympics 2008 im chinesischen Peking teil.
Fahnenträgerin bei der Eröffnungsfeier war die Leichtathletin Stela Eneva, die auch das beste Ergebnis der Mannschaft mit einer Silbermedaille erreichte.

## Teilnehmer nach Sportarten

### Leichtathletik
Frauen
- Stela Eneva, 1×  (Diskuswerfen, Klasse F57/58)
- Radostina Ivanova
- Ivanka Koleva
- Daniela Todorova, 1×  (Speerwerfen, Klasse F54-56)
- Evelina Zlatanova

Männer
- Dechko Ovcharov
- Mustafa Yuseinov
- Radoslav Zlatanov

### Powerlifting (Bankdrücken)
Männer
- Spas Spasov